# Rohr im Burgenland
Rohr im Burgenland est une commune autrichienne du district de Güssing dans le Burgenland.

## Géographie
La commune de Rohr im Burgenland est située au sud du Burgenland. Rohr im Burgenland est son seul village, pendant que Haslich, Mitterbergen et Unterbergen sont les autres lieux habités dans la région.
|  | Stegersbach Bocksdorf |           |
|  | Rohr im Burgenland    | Heugraben |
|  | Kukmirn               |           |

## Démographie
| Année | Pop. | ±%      |
| ----- | ---- | ------- |
| 1869  | 475  | —       |
| 1880  | 544  | +14,5 % |
| 1890  | 626  | +15,1 % |
| 1900  | 635  | +1,4 %  |
| 1910  | 625  | -1,6 %  |
| 1923  | 602  | -3,7 %  |
| 1934  | 579  | -3,8 %  |
| 1939  | 519  | -10,4 % |
| 1951  | 457  | -11,9 % |
| 1961  | 440  | -3,7 %  |
| 1971  | 397  | -9,8 %  |
| 1981  | 426  | +7,3 %  |
| 1991  | 378  | -11,3 % |
| 2001  | 394  | +4,2 %  |
| 2006  | 395  | +0,3 %  |
| 2011  | 398  | +0,8 %  |
| 2017  | 387  | -2,8 %  |
| 2020  | 376  | -2,8 %  |